# Новомиколаївка (Роздільнянський район)
Новомикола́ївка — село в Україні, у Захарівській селищній громаді Роздільнянського району Одеської області. Населення становить 149 осіб.
До 17 липня 2020 року було підпорядковане Захарівському району, який був ліквідований.

## Населення
Згідно з переписом 1989 року населення села становило 171 особа, з яких 73 чоловіки та 98 жінок.
За переписом населення 2001 року в селі мешкало 149 осіб.

### Мова
Розподіл населення за рідною мовою за даними перепису 2001 року:
| Мова       | Відсоток |
| ---------- | -------- |
| українська | 87,92 %  |
| молдовська | 10,74 %  |
| російська  | 0,67 %   |
| болгарська | 0,67 %   |

## Особистості
В селі народилась Онілова Ніна Андріївна — кулеметниця, Герой Радянського Союзу.